# Vacchellia baltoroi
Vacchellia baltoroi là một loài nhện trong họ Philodromidae. Chúng được Lodovico di Caporiacco miêu tả năm 1935.